# Őriszentpéter
Őriszentpéter − miasto na Węgrzech, w Komitacie Vas, siedziba władz powiatu Őriszentpéter.